# Serraca turcaria
Serraca turcaria là một loài bướm đêm trong họ Geometridae.